# The Silent Force
The Silent Force — третий студийный альбом голландской симфоник-метал-группы Within Temptation. Выпущен 15 ноября 2004 года лейблом GUN Records. Было выпущено три версии The Silent Force: базовая — в обычной коробке и без буклета, стандартная — в обычной коробке, но с 8-страничным буклетом, и премиум-версия — диджипак с дополнительными материалами и двумя бонус-треками. Через неделю после выпуска альбом стал золотым в Нидерландах, Бельгии и Финляндии. 5 августа 2008 года The Silent Force и Mother Earth были выпущены в США на лейбле Roadrunner Records. В 2023 году журнал Metal Hammer включил The Silent Force в свой топ-5 самых важных альбомов симфоник-метала.

## Список композиций
| №  | Трек                          | Длительность |
| -- | ----------------------------- | ------------ |
| 1  | «Intro»                       | 1:57         |
| 2  | «See who I am»                | 4:50         |
| 3  | «Jillian (I’d Give My Heart)» | 4:45         |
| 4  | «Stand My Ground»             | 4:26         |
| 5  | «Pale»                        | 4:27         |
| 6  | «Forsaken»                    | 4:51         |
| 7  | «Angels»                      | 3:58         |
| 8  | «Memories»                    | 3:50         |
| 9  | «Aquarius»                    | 4:43         |
| 10 | «It’s A fear»                 | 4:08         |
| 11 | «Somewhere»                   | 4:12         |

## Бонус треки
Премиум релиз
| №  | Трек               | Длительность |
| -- | ------------------ | ------------ |
| 12 | «A Dangerous Mind» | 4:17         |
| 13 | «The Swan Song»    | 3:58         |

Релиз в США, Англии, Австралии, Японии
| №  | Трек        | Длительность |
| -- | ----------- | ------------ |
| 12 | «Destroyed» | 4:52         |
| 13 | «Jane Doe»  | 4:30         |

## Видеоклипы
- «Stand My Ground»
- «Angels»
- «Memories»
- «Jillian (I’d Give My Heart)» — (промовидео для DVD The Silent Force Tour)

## Сертификация
| Страна     | Статус     | Тираж     |
| ---------- | ---------- | --------- |
| Германия   | Платиновый | 200 000 + |
| Финляндия  | Платиновый | 200 000 + |
| Бельгия    | Платиновый | 100 000 + |
| Нидерланды | Платиновый | 300 000 + |
| Греция     | Платиновый | 50 000 +  |
| Португалия | Платиновый | 50 000 +  |
| Испания    | Золотой    | 20 000 +  |
| Швеция     | Платиновый | 70 000 +  |
| Швейцария  | Платиновый | 50 000 +  |